# Японска каменна градина
Японска каменна градина (на японски: 枯山水 – каресансуй, означаващо „сухи планини и вода“, както и 石庭 – „каменна градина“) е разновидност на японската градина и се е появила през периода Муромати (1336 – 1573 г.).

## Описание
Каменната градина обикновено е равна площадка, по-голямата част от която е засипана с пясък или ситни камъни. Главният елемент е в нея представляват видимо хаотично разположени неодялани камъни. В действителност разположението на тези камъни не е хаотично, а е подчинено на определени правила, произтичащи от мирогледа на дзен будизма. Камъните се разполагат по тройки в съответствие с будистката триада. На повърхността на градината с помощта на гребло се правят бразди, които преминават по дължина на дългата страна на градината и образуват кръгове около камъните. Тези градини са предназначени основно за медитация както и за уединение и размишление. Една от основните особености в разположението на камъните е това, че от всяка една точка на наблюдение, броя на камъните е един и същ. Спазват се много изисквания като нечетен брой камъни, разположение първоначално на големите камъни и много други които правят една красива и впечатляваща градина.

## Галерия
- Миниатюрна каменна градина за дома със статуя на Буда, бонсай и скъпоценни камъни

- Модерни каменни градини
- Градината на Tōfuku-ji (1940). Петте хълмчета символизират петте големи дзен храма в Киото.
- Модерната дзен градина при Tōfuku-ji (1940).
- Дзен градина с шахматно оформление в Tōfuku-ji (1940).
- Дворна дзен градина в Tōfuku-ji (1940).
- Част от модерната дзен градина в Tōfuku-ji (1940). The „islands“ of the immortals.
- Част от модерната дзен градина в Tōfuku-ji (1940).
- Shitennō-ji Honbō градина
- Малка градина Японска чаена градина в парка „Голдън гейт“ в Сан Франциско
- Adachi Музей на изкуството
- Taizō-in, Myōshin-ji, в Киото
- Kōmyōzen-ji
- Jissō-in, in Kyoto (Iwakura)
- Японска градина в градините Хамилтън, Вайкато, Нова Зеландия.
- Японска каменна градина (Фаза 1), Chandigarh (India)
- Японска каменна градина (Фаза 2), Chandigarh (India)